# جاك سميث (لاعب كرة قدم أمريكية)
جاك سميث (بالإنجليزية: Jack Smith)‏ هو لاعب كرة قدم أمريكية أمريكي، (ولد في لوس أنجلوس في الولايات المتحدة 1917 – 2015 م).

## وصلات خارجية
- جاك سميث على موقع مرجع كرة القدم المحترفة.كوم (الإنجليزية)